# Justicia mayor del rey

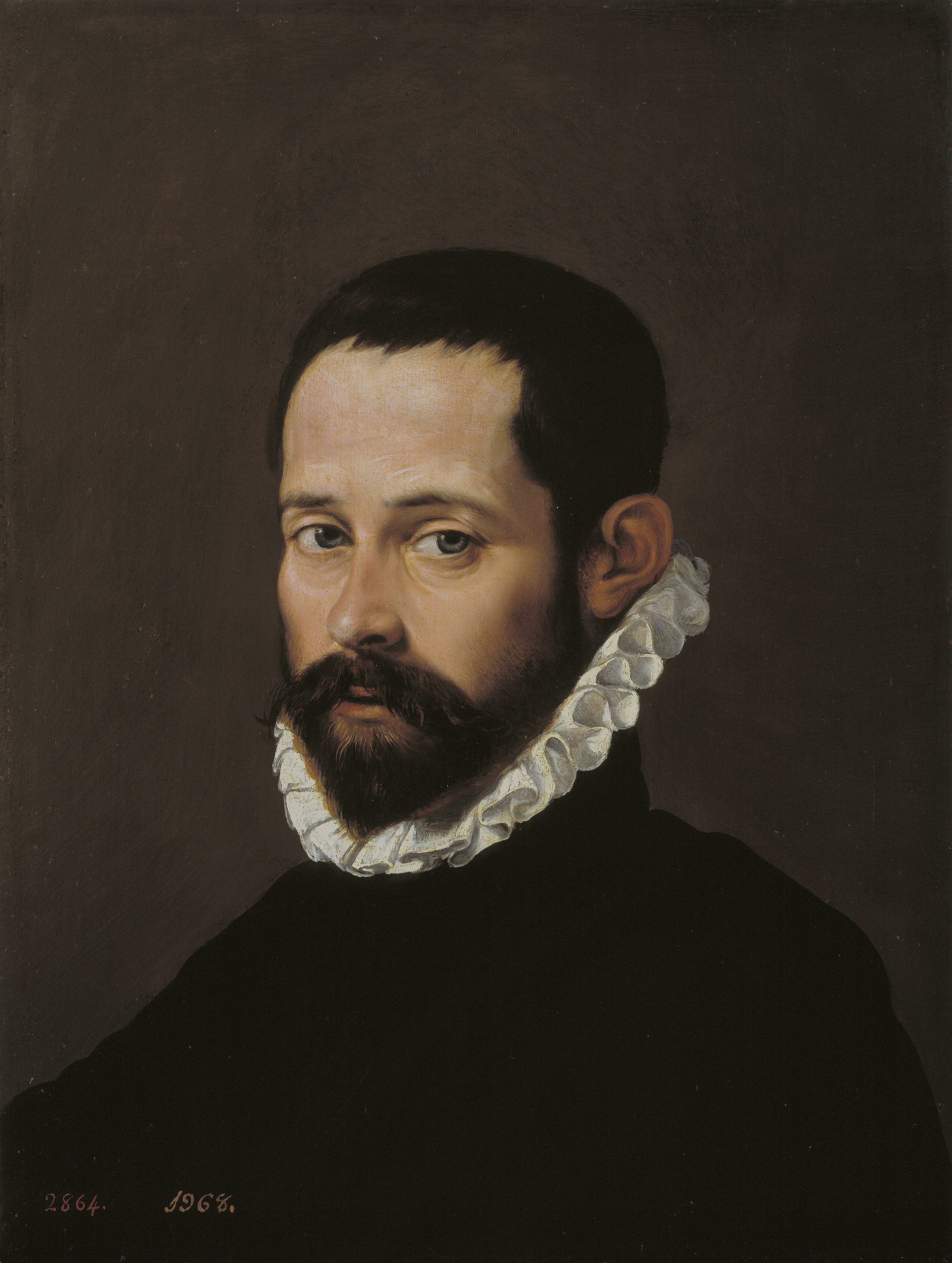
Retrato de Diego Hurtado de Mendoza, mayordomo mayor del rey y justicia mayor de la casa real

Justicia mayor del Rey. Dignidad del antiguo reino de Castilla y León. El cargo era desempeñado por miembros de la alta nobleza y tenía funciones policiales y judiciales.

## Descripción
En el siglo XIII comenzó a utilizarse el término de alguacil en la Corte castellano-leonesa para designar al suplente del Alférez del rey en las cuestiones judiciales. Sin embargo, en el siglo XIV comenzó a utilizarse el nombre de Justicia mayor del rey para designar al mismo oficial, al tiempo que pasaba a ocupar un lugar de importancia en la Corte, como brazo ejecutor del rey y de los jueces, y desempeñando funciones parecidas a las que en el ámbito territorial ejercían los Merinos mayores.
A las órdenes del Justicia mayor de la Casa del Rey se hallaban otros alguaciles menores, aunque era frecuente que también actuaran a sus órdenes los monteros, ballesteros y porteros reales, ya que, desde el punto de vista policial, el Justicia mayor era la máxima autoridad de la Casa Real castellano-leonesa.
Las funciones del Justicia mayor de la Casa del Rey, que se podían dividir entre policiales y judiciales, eran las siguientes:
- Funciones judiciales:

1. Dotar a los tribunales de los elementos necesarios para facilitar los procedimientos judiciales.
2. Prender a aquellos a los que había que juzgar y encargarse de su custodia.
3. Encargarse de ordenar los tormentos impuestos por orden del rey o de sus jueces.
4. Llevar a cabo la ejecución de las sentencias, civiles o penales, fueran estas capitales o no.

- Funciones policiales:

1. Detención y encarcelamiento de los presuntos delincuentes.
2. Prevención de los delitos.
3. Imposición de castigos y sanciones en virtud de su potestad disciplinaria penal.
4. Vigilancia nocturna y diurna en la Corte.
5. Expulsión de los merodeadores en la Corte.
6. Arresto de los sujetos peligrosos y represión de los juegos prohibidos.
7. Control de las actividades mercantiles, impidiendo el fraude en los pesos y medidas.
8. Defensa del orden establecido, impidiendo los tumultos.
9. Imposición de la tregua en los desafíos, actuando como jueces en los intentos de avenencia entre las partes.
10. Mantenimiento del orden en las ceremonias y actos cortesanos.

## Justicias mayores de la Casa del Rey
- Tello Gutiérrez de Meneses.
- Ruy Páez de Sotomayor.
- Tello Gutiérrez de Meneses.
- Fernán Gutiérrez Quijada.
- Sancho Sánchez de Velasco, Adelantado mayor de Castilla.
- Pedro López de Padilla I.
- Juan Rodríguez de Rojas, Adelantado y Merino mayor de Castilla.
- Martín Fernández de Toledo, Notario mayor de Castilla y de Andalucía.
- Álvar Núñez Osorio, conde de Trastámara, Lemos y Sarria y privado de Alfonso XI.
- Garcilaso I de la Vega, Adelantado y Merino mayor de Castilla.
- Garcilaso II de la Vega, hijo del anterior y Adelantado y Merino mayor de Castilla.
- Enrique Enríquez el Mozo, Adelantado mayor de la frontera de Andalucía y bisnieto de Fernando III.
- Juan Alfonso de Benavides, Mayordomo mayor de la reina Blanca de Borbón y notario mayor de Andalucía.
- Diego González de Oviedo, Merino mayor de León y de Asturias.
- Juan Fernández de Villagarcía.
- Juan Núñez de Villasán, señor de Castrillo y Sariñana.
- Diego Gómez Sarmiento, mariscal de Castilla.
- Diego Hurtado de Mendoza, señor de Hita y Buitrago.
- Diego López de Zúñiga, señor de Béjar.
- Pedro de Zúñiga, conde de Ledesma y Plasencia y II señor de Béjar.
- Álvaro de Zúñiga y Guzmán, primer duque de Béjar.